# 高橋まさみ
高橋 まさみ（たかはし まさみ、本名：高橋 正光、1930年12月5日 - 2008年2月5日）は、日本の漫画家。本籍地は北海道虻田郡留寿都村である。

## 著書
- 旅路はるかに：「菊姫」「甲州夫人」としての生涯[1]（北泉社 1984年5月） ISBN 4-938424-03-7
武田信玄の娘菊姫の活躍を描く。
- 飯能・日高むかしむかし：民話漫画[1]（こどもの明日を考える会 1980年11月）
埼玉県飯能市、日高市の昔話を描いている。
- 大野呂家夫人
- 武田信玄と松姫
武田信玄の娘松姫の生涯を描いている。